# The Boy from Stalingrad
The Boy from Stalingrad è un film del 1943 diretto da Sidney Salkow e Tay Garnett (non accreditato).
Protagonisti sono un gruppo di attori bambini statunitensi: Bobby Samarzich, Conrad Binyon, Mary Lou Harrington, Scotty Beckett, Steven Muller e  Donald Mayo.
È un film atto a mostrare al pubblico americano gli alleati russi nel pieno del conflitto bellico mondiale, sulla linea di analoghe pellicole prodotte in quegli stessi anni negli Stati Uniti:  Mission to Moscow (1943), Three Russian Girls (1943), Fuoco a oriente (The North Star, 1943), Tamara figlia della steppa (Days of Glory, 1944), Song of Russia (1944) e Counter-Attack (1945). Nel dopoguerra, nel mutato clima della guerra fredda, queste pellicole divennero fonte di non poco imbarazzo, per essere quindi  "riscoperte" solo in tempi recenti.

## Trama
Durante la seconda guerra mondiale un gruppo di bambini russi decidono di provare a ritardare per quanto possibile l'avanzata dell'esercito tedesco verso Stalingrado. I bambini sopravvivono con ingegno e riescono persino a sabotare un carro armato tedesco. Alla fine catturano anche un maggiore tedesco, ma ciò provoca una dura reazione e un certo numero di loro viene ucciso dai soldati tedeschi.

## Produzione
Il film fu prodotto negli Stati Uniti da Columbia Pictures.

## Distribuzione
Il film fu distribuito da Columbia Pictures nelle sale americane il 20 maggio 1943.